# 小行星5482
小行星5482（5482 Korankei）是一颗围绕太阳公转的小行星。1990年2月27日，鈴木憲藏、浦田武在丰田市发现了此天体。
这颗小行星的绝对星等为297.1845535471274等。